# Distretto di Boryspil'
Il Distretto di Boryspil' (in ucraino Бориспільський район?) è un distretto nell'oblast' di Kiev in Ucraina. Il suo centro amministrativo è la città di Boryspil'. Ha una popolazione di 203 154 abitanti.
Il 18 luglio 2020, come parte della riforma amministrativa dell'Ucraina, il numero di distretti dell'oblast di Kiev è stato ridotto a sette e l'area del distretto di Boryspil' è stata notevolmente ampliata.